# Jamel Debbouze
Jamel Debbouze (Paris, 18 de junho de 1975) é um ator, comediante, produtor, roteirista e diretor franco-marroquino.
Conhecido por seus shows de comédia stand-up, ele também trabalhou em vários filmes com o diretor Alain Chabat. Ele também atuou em vários sucessos de bilheteria, como Le fabuleux destin d'Amélie Poulain, Astérix e Obélix: Missão Cleópatra e Gad Elmaleh.
Ele é o fundador do programa de televisão do Canal +, Jamel Comedy Club.

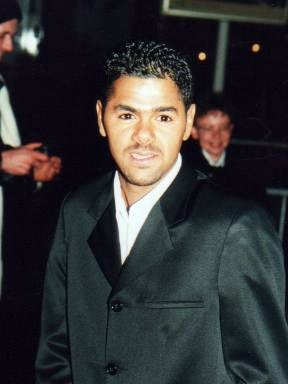
Debbouze no César Awards de 2001.